# The Elephant Never Forgets
«The elephant never forgets» (del inglés ‘el elefante nunca olvida’) es la novena canción del álbum Moog Indigo del año 1970, interpretada por
el francés Jean-Jacques Perrey (1929‑2016),
el estadounidense Harry Breuer (1901‑1989) y
Gary Carol.
Es una versión de la Marcha turca de Ludwig van Beethoven.
Fue utilizada de manera ilegal como el tema de apertura de la sitcom mexicana El Chavo del 8, lo que llevó a un conflicto legal por el uso indebido de la canción, que provocó que fuese conocida en Hispanoamérica como «la canción del Chavo».

## Historia
En el año de 1811 el compositor alemán Ludwig van Beethoven escribió una obra titulada Las ruinas de Atenas, que se estrenaría al año siguiente en Budapest (capital de Hungría). Una de las melodías de esta obra, más específicamente la número 4, titulada Marcha Turca, era una canción en si bemol mayor, en tempo vivace.
Este tema le sirvió de inspiración a un pionero francés de la música electrónica llamado Jean-Jacques Perrey, quien creó el sencillo «The elephant never forgets» reinstrumentando la Marcha turca de Beethoven. Este sencillo pertenece al álbum Moog Indigo de 1970 y es el noveno sencillo de ese disco.
Un año después, The elephant never forgets fue usado como tema para la intro de la serie mexicana El Chavo del 8. Este no fue el único tema que fue usado en los programas del comediante mexicano Chespirito. También se usaron los temas Gossipo Perpetuo, Country Rock Polka, 18th Century Puppet y Baroque Hoedown; este último no pertenece al álbum Moog Indigo, sino que al álbum Kaleidoscopic Vibrations: Electronic Pop Music From Way Out.

## Demanda contra Gómez Bolaños
En el año 2009 Roberto Gómez Bolaños fue demandado por usar esta composición y por otras dos de Perrey and Kingsley "Baroque Hoedown" (utilizada como tema final en la serie de televisión El Chapulín Colorado) y "Country Rock Polka" (utilizada en menor medida en otras de sus producciones de esa época) sin los permisos de autor correspondientes para los créditos iniciales de El Chavo del 8. También se demandó a la cadena Televisa, a Univision y a Galavisión por producir y difundir dicha serie. La demanda se hizo por parte de los representantes de Jean-Jacques Perrey donde se estableció una compensación económica en 2010 por haber usado sus canciones.